# ドラゴン・コン
座標: 北緯33度45分41秒 西経84度23分15秒 / 北緯33.761397度 西経84.387536度
ドラゴン・コン（英語: Dragon Con）は、北アメリカのアニメ、ゲーム、サイエンス・フィクション、ファンタジー、コミックなどのファン・カルチャーの祭典。毎年のレイバー・デイ（労働者の日、9月の第一月曜日）の週末に4日間にわたり、ジョージア州アトランタで開かれる。
2014年には63000人以上の参加者を数えるなど、北米最大規模のジャンル横断型イベントである。コスプレイヤーたちによるパレードも有名。
現在は営利企業による運営形態を取り、1500人以上のボランティアによって支えられている。2013年に名称をDragon*ConからDragon Conに変更した。

## 歴史
1987年、地元のSF&ゲームファンサークルであるDragon Alliance of Gamers and Role-Playersにより、ゲーム、小説、コミックブックなど様々なジャンル・媒体を横断的に扱う、ファン主体のローカルコンベンションとして創始された。なお、サークル名の「ドラゴン」は、発起人のひとりが所有していたコンピュータ、Dragon 32/64に由来する（これはサークルの草の根BBSシステムThe Dragonの運営に使われていた）。
ピエモント・プラザ・ホテルで開かれた第1回大会には1400人のファンが集まり、ゲストとしてマイケル・ムアコック、ロバート・アスプリン、リチャード・ギャリオット、ゲイリー・ガイギャックスらが招かれた。以来、急速に開催規模を拡大し、2014年時点では63000人以上の参加者、100人以上のゲストを数える北米最大規模のファンカルチャー・イベントに成長した。

## ドラゴン賞
2016年3月、ドラゴン・コンは優れたSF&ファンタジー小説、コミック、ゲーム、映像作品を対象とするドラゴン賞（英語: Dragon Awards）の創設を発表した。
選出過程は以下の通りである。まず、前年7月1日から当年6月30日までに発表された作品を対象とし、4月上旬から7月末まで推薦を受け付ける。各部門の上位作品が8月中旬に最終候補として発表され、8月中に最終投票が行われ、結果はドラゴン・コンの会期中に発表される。推薦・投票は全てドラゴン・コンの公式サイト上で行われる。
第1回の部門は下記のとおり。なお、小説はすべて長編（本賞における定義では70000語以上）を対象とする。
- SF小説部門（Best Science Fiction Novel）
- ファンタジー小説（パラノーマル小説を含む）部門（Best Fantasy Novel (Including Paranormal)）
- YA/ミドルグレード児童小説部門（Best Young Adult / Middle Grade Novel）
- ミリタリーSF/ファンタジー小説部門（Best Military Science Fiction or Fantasy Novel）
- 歴史改変小説部門（Best Alternate History Novel）
- アポカリプス小説部門（Best Apocalyptic Novel）
- ホラー小説部門（Best Horror Novel）
- コミック部門（Best Comic Book）
- グラフィックノベル部門（Best Graphic Novel）
- SF/ファンタジーTVシリーズ部門（Best Science Fiction or Fantasy TV Series）
- SF/ファンタジー映画部門（Best Science Fiction or Fantasy Movie）
- SF/ファンタジー PC/据置型機ゲーム部門（Best Science Fiction or Fantasy PC / Console Game）
- SF/ファンタジー モバイルゲーム部門（Best Science Fiction or Fantasy Mobile Game）
- SF/ファンタジー ボードゲーム部門（Best Science Fiction or Fantasy Board Game）
- SF/ファンタジー ミニチュア/カード/RPG部門（Best Science Fiction or Fantasy Miniatures / Collectible Card / Role-Playing Game）

この賞について、2014年以降にSF界最大の賞の一つであるヒューゴー賞をめぐって発生した論議とそこから派生した組織票運動による混乱を受けて誕生したものであり、ヒューゴー賞に代わる新たなファン投票の賞として定着することを目指している、と指摘するメディアもある。
同じくファン投票であるヒューゴー賞との最大の違いは、投票に当たって大会への参加を求めず、誰でも投票できると謳っていることである。また、ゲーム関連部門が比較的多いこと、小説については長編のみで中短編を対象としないこと、小説ジャンルを細かく区分していること、候補作推薦はひとりにつき一部門一作までに制限していることなども特徴である。

## ユージイ・フォスター記念短編賞（ユージイ賞）
The Eugie Foster Memorial Award for Short Fiction（Eugie Award）は、ドラゴン・コンに貢献し、2014年に夭折した作家ユージイ・フォスターを記念して、2016年に創設された賞。前暦年に発表された20000語以下の中短編が対象となる。ドラゴン・コン期間中に結果発表される。

## 経済的効果
2015年のドラゴン・コンは来場者数65000人以上、直接経済効果6500万ドル以上と予想された（Atlanta Convention & Visitors Bureau in the Atlanta Business Chronicleによる）。2007年のジョージア州立大学ロビンスン・ビジネス・カレッジの統計によれば、ドラゴン・コンは2100万ドル以上の経済効果をもたらしている。